# Liste der Kardinaldiakone von Santa Maria in Domnica
Folgende Kardinäle waren Kardinaldiakone von Santa Maria in Domnica (lat. Diaconia Sanctae Mariae in Domnica):
- Friedrich von Lothringen OSB (1049–1057)
- Hildebrand von Soana OSB (1059–1073)
- Giovanni (von Subiaco) OSB (1088–1123)
- Crescenzio (1112–1120)
- Stefano (1120–1122)
- Angelo (1122–1130)
- Gerardo (1134–1145)
- Simeone Borelli OSB (1158–1159 oder 1169)
- Benedetto (1200–1201)
- Roger (1202–1206)
- Tommaso Orsini dei Conti di Manupello (1383–1390)
- Pietro Morosini (1408–1424)
- vakant (1424–1473)
- Pedro González de Mendoza (1473–1478)
- Ferry de Clugny (1482–1483)
- Giovanni Battista Orsini (1483–1484)
- Giovanni de’ Medici (1492–1513)
- Giulio de’ Medici (1513–1517)
- Innocenzo Cibo (1517–1550)
- Niccolò Gaddi (1550)
- Andrea Cornaro (1550–1551)
- vakant (1551–1555)
- Roberto de’ Nobili (1555–1559)
- Alfonso Carafa (1559–1560)
- Giovanni de’ Medici (1560–1562)
- Ferdinando I. de’ Medici (1565–1585)
- Charles II. de Lorraine de Vaudémont (1585–1587)
- Federico Borromeo (1588–1589)
- Francesco Maria Bourbon del Monte Santa Maria (1589–1591)
- Flaminio Piatti (1591–1592)
- vakant (1592–1596)
- Andrea Baroni Peretti Montalto (1596–1600)
- vakant (1600–1610)
- Ferdinando Gonzaga (1610–1612)
- vakant (1612–1616)
- Carlo di Ferdinando de’ Medici (1616–1623)
- vakant (1623–1627)
- Alessandro Cesarini (1627–1632)
- vakant (1632–1644)
- Camillo Francesco Maria Pamphilij (1644–1647)
- Lorenzo Raggi (1647–1652)
- Carlo Pio di Savoia der Jüngere (1654–1664)
- vakant (1664–1668)
- Sigismondo Chigi (1668–1670)
- Camillo Massimo (1671–1673)
- Pietro Basadonna (1674–1684)
- Francesco Maria de’ Medici (1687–1709)
- Curzio Origo (1712–1716)
- vakant (1716–1725)
- Niccolò Paolo Andrea Coscia; Kardinalpriester pro hac vice (1725–1755)
- Vacante (1755–1803)
- Giovanni Castiglione (1803–1815)
- vakant (1815–1823)
- Tommaso Riario Sforza (1823–1834)
- Francesco Saverio Massimo (1842–1848)
- Roberto Giovanni F. Roberti (1850–1863)
- Domenico Consolini (1866–1884)
- Agostino Bausa OP (1887–1889)
- vakant (1889–1901)
- Luigi Tripepi (1901–1906)
- vakant (1906–1911)
- Basilio Pompili (1911–1914)
- Scipione Tecchi (1914–1915)
- Nicolò Marini (1916–1923)
- vakant (1923–1935)
- Camillo Caccia Dominioni (1935–1946)
- vakant (1946–1953)
- Alfredo Ottaviani (1953–1967); Kardinalpriester pro hac vice (1967–1979)
- vakant (1979–1983)
- Henri de Lubac SJ (1983–1991)
- Luigi Poggi (1994–2004)
- William Joseph Levada (2006–2016); Kardinalpriester pro hac vice (2016–2019)
- Marcello Semeraro (seit 2020)